# Camp de concentration de Wöbbelin
Le camp de concentration de Wöbbelin était un camp annexe (kommando extérieur) de Neuengamme, situé en Prusse occidentale, entre Wöbbelin et Ludwigslust (à 190 km au nord-ouest de Berlin), qui n'a été en service que dix semaines entre le 12 février 1945 et le 2 mai 1945. Au plus fort de son activité, le camp contenait cinq mille prisonniers.

## Historique
Conçu pour regrouper des prisonniers de guerre américains et britanniques, le camp de concentration de Wöbbelin (initialement baptisé « Reiherhorst ») est construit à partir de septembre 1944 par des internés de Neueugamme et de Bergen-Belsen, dans des conditions extrêmes.
Le 12 février 1945, Wöbbelin reçoit un premier convoi de détenus, qui doivent participer à la construction d'un camp beaucoup plus grand appelé « KZ Wöbbelin ».
Fin mars 1945, le camp compte 648 détenus.
Du 15 au 26 avril, alors que les  Alliés approchent, le camp inachevé commence à recevoir plus de 4 000 prisonniers rescapés des marches de la mort et provenant principalement des camps annexes de Neuengamme (Kaltenkirchen, Porta Westfalica, Schandelah, Fallersleben et Helmstedt-Beendorf), mais aussi de Ravensbrück.
Les conditions de détention sont terribles : des cinq mille détenus d'au moins 25 nationalités, plus d'un millier mourront d’épuisement, de faim ou des suites de mauvais traitements.
Le 20 avril 1945, le SS-Obersturmbannführer Paul Werner Hoppe, ancien commandant du Stutthof et son adjoint, le SS Hauptsturmführer Theodor Konrad Jakob Meyer, prennent la direction du camp,.

## Libération
Le 2 mai 1945, des unités de la 82e division aéroportée et de la 8e division d’infanterie américaines arrivent sur zone, alors que les Soviétiques approchent de Grabow.
Les gardes quittent le camp le 2 mai 1945. Ce même jour, en début d’après-midi, des soldats américains découvrent l'existence de Wöbbelin, qui n’apparaissait sur aucune carte.
Les 7 et 8 mai, les autorités militaires américaines obligent les habitants à exhumer les corps et à les inhumer publiquement, dans des tombes individuelles, à Ludwigslust, Schwerin et Hagenow.

## Sites commémoratifs
Dans le cimetière d'honneur de Wöbbelin, un mémorial, édifié en 1960 par le sculpteur de Jo Jastramaux, rappelle les souffrances des victimes des marches de la mort d’avril 1945. Ce site est, depuis 2005, un lieu de mémoire, sur l'emplacement de l’ancien camp, ponctué de pierres tombales portant les noms des victimes. Un parcours circulaire emmène le visiteur sur les traces de l’ancien camp.

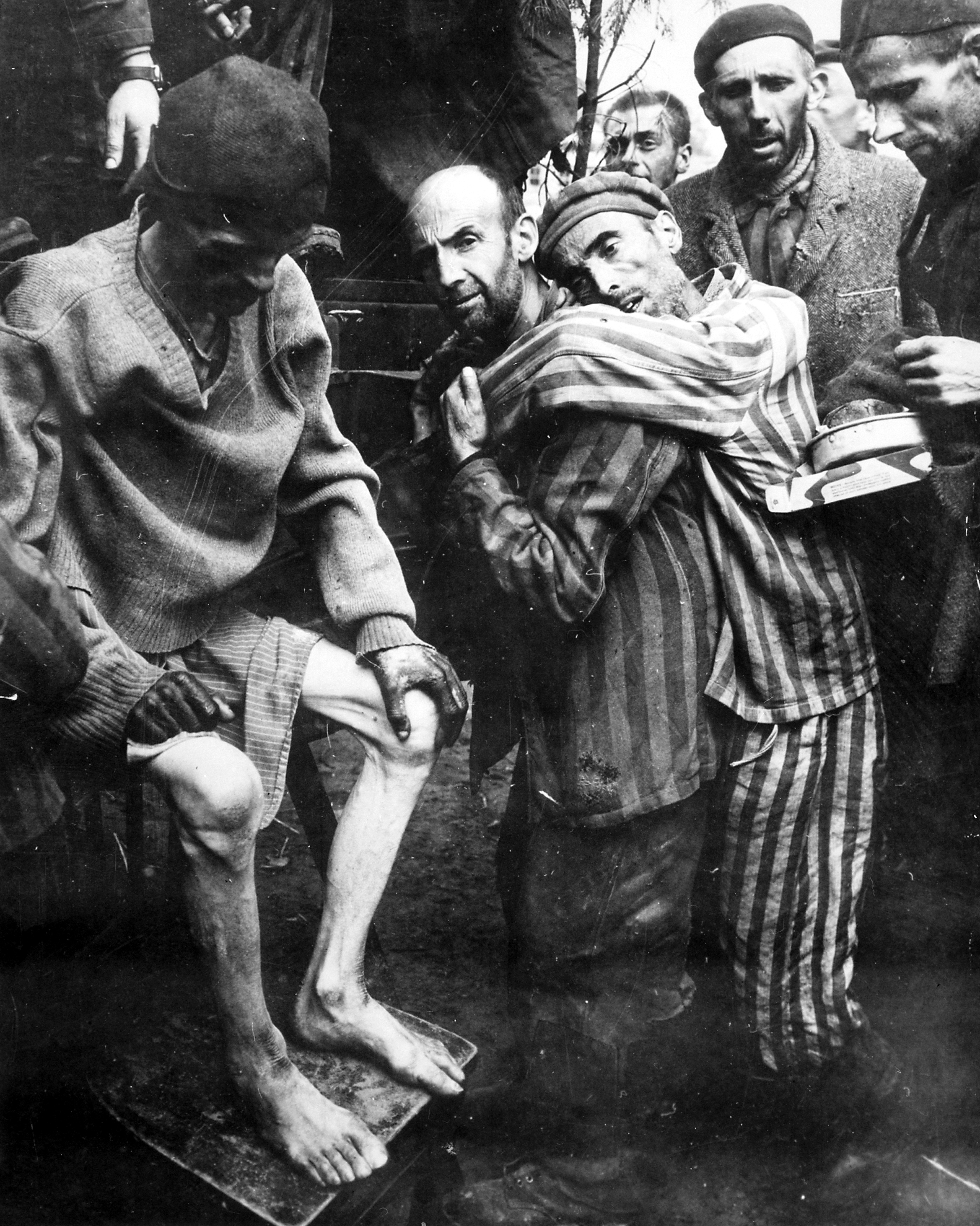
Prisonnier qu'on amène à l'hôpital lors de la libération du camp.
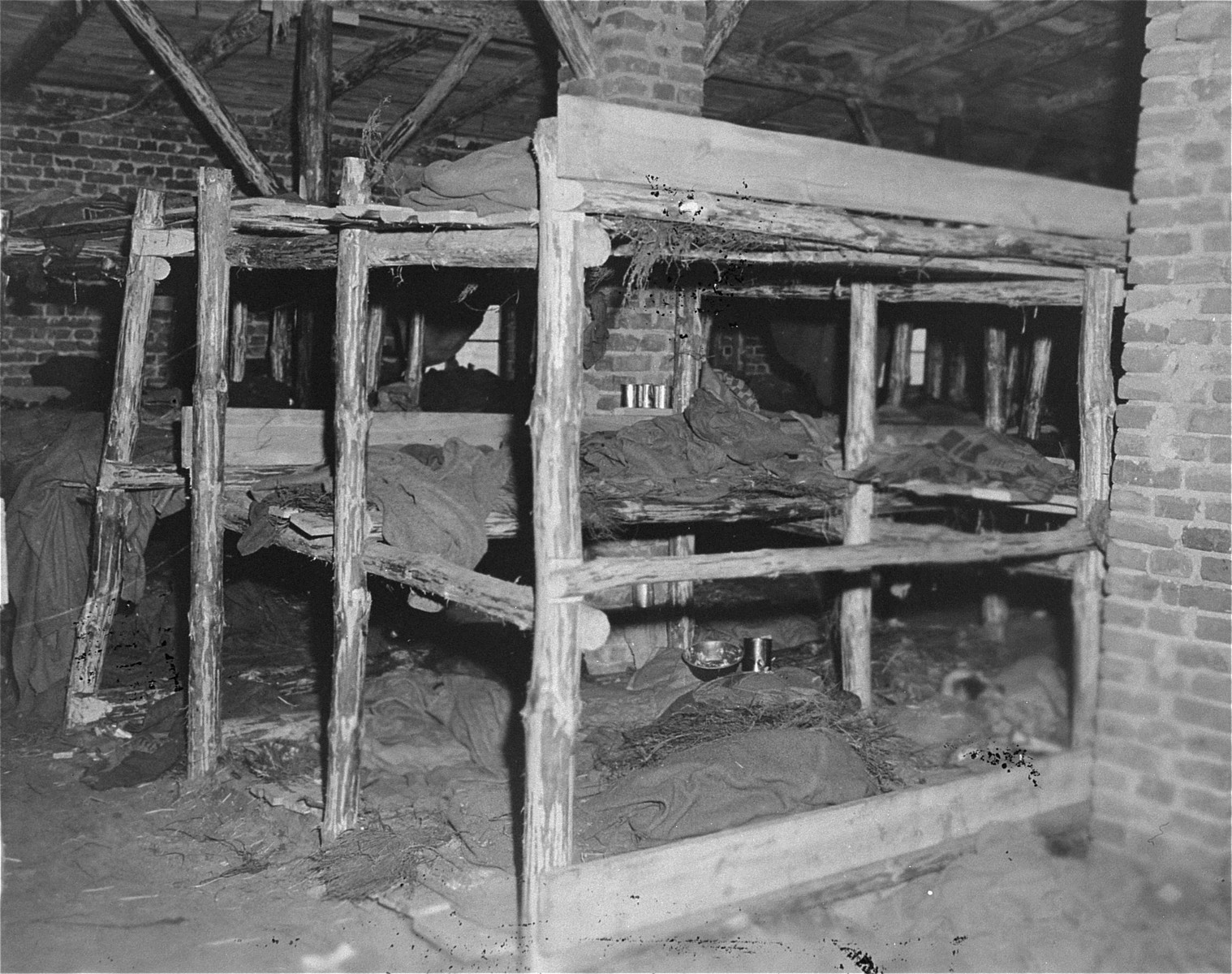
Dortoirs pour les prisonniers
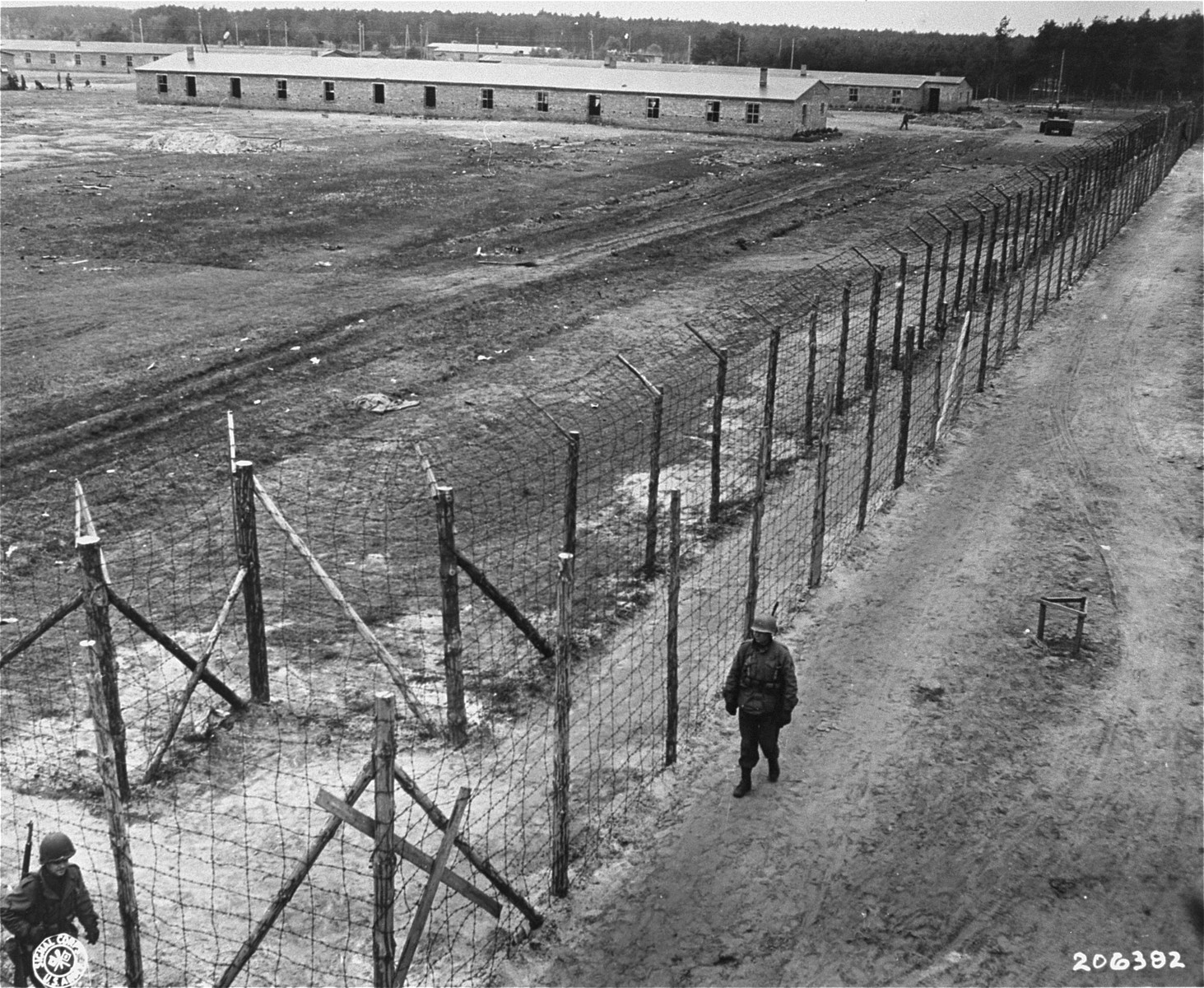
Soldat américain patrouillant autour du camp libéré
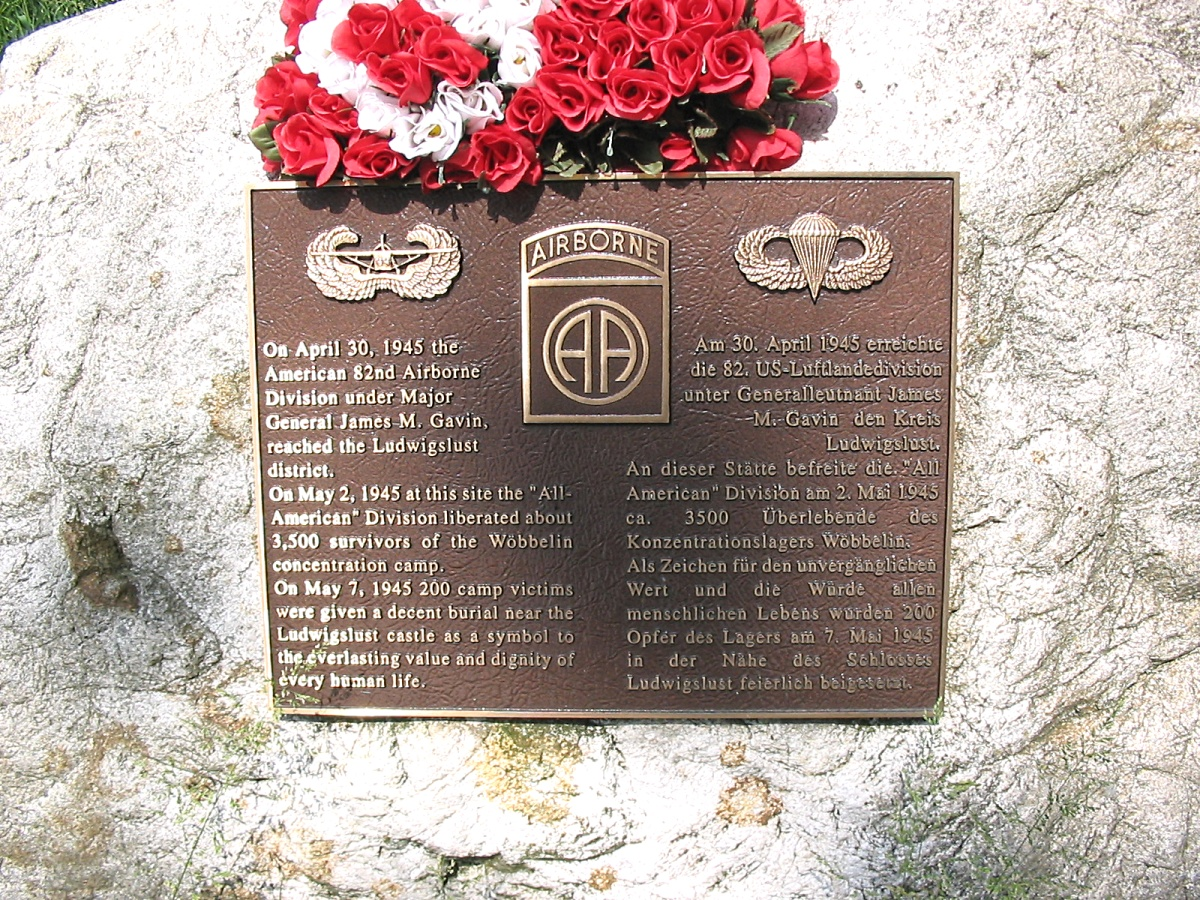
Plaque commémorant la libération du camp par les soldats américains.
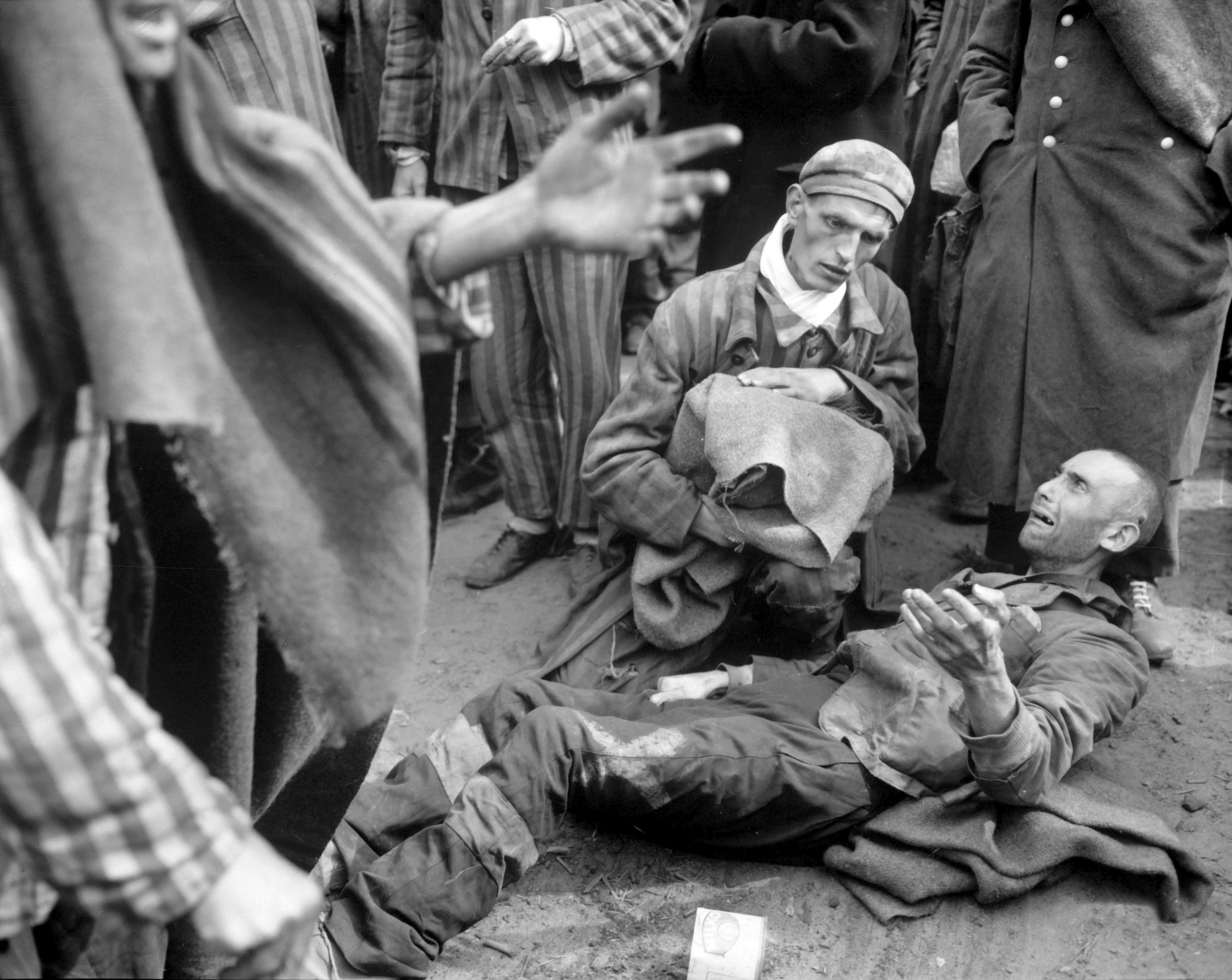
L'un des 3500 prisonniers que les Américains libérèrent du camp en 1945.